# Бруе (Ер и Лоар)
Бруе (фр. Broué) насеље је и општина у централној Француској у региону Центар (регион), у департману Ер и Лоар која припада префектури Дре.
По подацима из 2011. године у општини је живело 905 становника, а густина насељености је износила 75,23 становника/km². Општина се простире на површини од 12,03 km². Налази се на средњој надморској висини од 158 метара (максималној 152 m, а минималној 131 m).

## Демографија
| 1962. | 1968. | 1975. | 1982. | 1990. | 1999. | 2011. |
| ----- | ----- | ----- | ----- | ----- | ----- | ----- |
| 355   | 416   | 484   | 614   | 675   | 762   | 905   |

График промене броја становника у току последњих година